# Vlastimil Kopecký
Vlastimil Kopecký (Vilémov, 14 ottobre 1912 – Hlinsko, 30 luglio 1967) è stato un calciatore cecoslovacco, di ruolo attaccante.

## Palmarès

### Club

#### Competizioni nazionali
- Campionato cecoslovacco: 9

Slavia Praga: 1932-1933, 1933-1934, 1934-1935, 1936-1937, 1939-1940, 1940-1941, 1941-1942, 1942-1943, 1946-1947
- Coppa di Cecoslovacchia: 3

Slavia Praga: 1940-1941, 1941-1942, 1944-1945

#### Competizioni internazionali
- Coppa dell'Europa Centrale: 1

Slavia Praga: 1938